# گنجینه‌های گوهر
گنجینه‌های گوهر فیلم مستندی است به کارگردانی ابراهیم گلستان که در سال ۱۳۴۵ منتشر شد.
مهدی سمیعی، رئیس وقت بانک مرکزی ایران از شاه اجازه می‌خواهد از جواهرات سلطنتی فیلمی تهیه شود تا به مناسبت بیست و پنجمین سال سلطنت، هدیه بانک باشد به شاه.
پس از آماده‌شدن فیلم، وزارت فرهنگ و هنر اجازه نمایش فیلم را در سینماها نداد. فیلم را از بانک مرکزی گرفتند و متن و نوار صدا را تغییر دادند یا حذف کردند، مثلاً جمله آخر فیلم «امروز ثروت یعنی غنای زنده زاینده، امروز قدرت یعنی تفکر انسان» را حذف کردند.

## دیگر عوامل
- مدیر فیلم‌برداری:
- صدا:هراند میناسیان
- تدوین:ابراهیم گلستان
- موسیقی:حسین دهلوی
- مدیر تهیه:
- محصول:گلستان فیلم
- سال ساخت:۱۳۴۵
- تاریخ اکران:۱۳۴۵

## خلاصه فیلم
مرور تاریخ سیصد سال پادشاهی ایران است. به سفارش بانک مرکزی ایران ساخته شده‌است.

## مرمت
در سال ۲۰۲۱ سینماتک بولونیا نسخه‌های اصلی تصویر و صدای فیلم را انبارهای شرکت ورشکستهٔ «تکنی کالر» در انگلستان پیدا کرد و با سرمایهٔ مشترک گالری ملی سنگاپور، مرمت کرد.